# Chersotis immaculata
Chersotis immaculata är en fjärilsart som beskrevs av Löberbauer 1951. Chersotis immaculata ingår i släktet Chersotis och familjen nattflyn. Inga underarter finns listade i Catalogue of Life.